# Euphoresia gabonensis
Euphoresia gabonensis är en skalbaggsart som beskrevs av Brenske 1901. Euphoresia gabonensis ingår i släktet Euphoresia och familjen Melolonthidae. Inga underarter finns listade i Catalogue of Life.